# Cyathea nervosa
Cyathea nervosa là một loài dương xỉ trong họ Cyatheaceae. Loài này được Maxon Lehnert mô tả khoa học đầu tiên năm 2011.